# Trachelas spirifer
Trachelas spirifer là một loài nhện trong họ Trachelidae.
Loài này thuộc chi Trachelas. Trachelas spirifer được Frederick Octavius Pickard-Cambridge miêu tả năm 1899.